# Вуль, Владимир Михайлович
Владимир Михайлович Вуль (1920, Москва — 2012) — советский инженер-авиаконструктор.

## Биография
Родился в 1920 году в Москве.
С 1941 года — на хозяйственной, общественной и политической работе. В 1941—2000 гг. — конструктор на авиазаводе № 166 в городе Омск, конструктор в ОКБ Туполева (ММЗ «Опыт»), начальник расчетно-экспериментальной бригады ОКБ Туполева, ведущий конструктор, заместитель А. Н. Туполева, затем А. А. Туполева по СУ, начальник моторного отделения ОКБ Туполева, ведущий эксперт ОКБ ОАО «Туполев».
За создание скоростного пассажирского самолёта Ту-134 и его модификаций был в составе коллектива удостоен Государственной премии СССР в области техники 1972 года.
Умер в 2012 году в Москве.

Семейное захоронение Туполевых-Вуль на Новодевичьем кладбище

Похоронен на Новодевичьем кладбище (1 уч.)

## Личная жизнь
Зять А. Н. Туполева